# Andrei Racikov
Andrei Racikov (în rusă Андрей Константинович Рачков, Andrei Constantinovici Racikov; n. 6 iunie 1951, Reazan) este un farmacolog ruș, doctor habilitat în științe medicale. În 2002 primește și titlul de om de știință emerit.
Este decorată cu Medalia „Veteran al muncii”.
A absolvit Institutul de Stat de Medicină din Reazan în 1974.
Membru al Academiei Rusă de Științe Naturale.
Este autor a peste 600 de lucrări științifice.